# Lungo il fiume rosso
Lungo il fiume rosso  (Raiders of Old California) è un film western del 1957 diretto da Albert C. Gannaway e interpretato da Lee Van Cleef.

## Produzione
Il film, diretto da Albert C. Gannaway su una sceneggiatura di Samuel Roeca e Tom Hubbard, fu prodotto da Albert C. Gannaway per la Albert C. Gannaway Productions e la Gavel e girato a Kanab, Utah. I titoli di lavorazione furono The Gun and the Gavel, Six Guns and a Gavel e The Violent Land. Le riprese iniziarono subito dopo la fine delle riprese di Sceriffo federale e i due film condividono molti attori del cast.

### Distribuzione
Il film fu distribuito con il titolo Raiders of Old California negli Stati Uniti dal 1º novembre 1957 al cinema dalla Republic Pictures.
Altre distribuzioni:
- in Giappone l'8 aprile 1958
- in Svezia il 6 aprile 1959 (California Desperados)
- in Francia il 16 agosto 1961 (L'ultime chevauchée)
- in Italia (Lungo il fiume rosso)